# Micrargus
Micrargus es un género de arañas araneomorfas de la familia Linyphiidae. Se encuentra en la zona holártica.

## Lista de especies
Según The World Spider Catalog 12.0::
- Micrargus aleuticus Holm, 1960
- Micrargus alpinus Relys & Weiss, 1997
- Micrargus apertus (O. Pickard-Cambridge, 1871)
- Micrargus cavernicola Wunderlich, 1995
- Micrargus cupidon (Simon, 1913)
- Micrargus dilutus (Denis, 1948)
- Micrargus dissimilis Denis, 1950
- Micrargus georgescuae Millidge, 1976
- Micrargus herbigradus (Blackwall, 1854)
- Micrargus hokkaidoensis Wunderlich, 1995
- Micrargus incomtus (O. Pickard-Cambridge, 1872)
- Micrargus laudatus (O. Pickard-Cambridge, 1881)
- Micrargus longitarsus (Emerton, 1882)
- Micrargus nibeoventris (Komatsu, 1942)
- Micrargus parvus Wunderlich, 2011
- Micrargus pervicax (Denis, 1947)
- Micrargus subaequalis (Westring, 1851)